# Супермен против Элиты
Супермен против Элиты — мультипликационный фильм, выпущенный сразу на видео и основанный на комиксе «What's So Funny About Truth, Justice & the American Way?» Джо Келли. Является четырнадцатым в линейке Оригинальных анимационных фильмов вселенной DC (предыдущий — «Лига Справедливости: Гибель», следующий — «Бэтмен: Возвращение Тёмного рыцаря»). Фильм вышел 12 июня 2012 года и получил рейтинг PG-13.

## Сюжет
В Метрополисе Супермен сражается с Атомным Черепом и побеждает его. Действиями героя заинтересованы четверо людей со сверх-способностями. В штаб-квартире ООН он рассказывает, почему не убил злодея, а отправил в тюрьму. В это время войска государства Поколистан нападают на соседнюю Биалию, и Супермен отправляется урегулировать конфликт. Там к нему присоединяется четвёрка сверх-людей и вместе они останавливают вторжение.
Кларк Кент и Лоис Лейн отправляются в Англию, чтобы разузнать о набирающей популярность четвёрке. Их лидер, Манчестер Блэк, обладающий телепатией, сам находит Супермена и знакомит его с членами своей команды — Шляпой, Зверинцем и Колдкастом. Там он рассказывает, как в детстве он получил силу, спас сестру Веру от гибели и был нанят спецслужбами Великобритании. В этот момент поколистанские террористы взрывают железнодорожный тоннель, в котором находится пассажирский поезд. Супермен и четверо его новых знакомых спасают людей.
Уже в Метрополисе Кларк и Лоис, как и все жители Земли, получает сообщение от Блэка, объявившего войну всем злодеям и назвавшего свой отряд Элитой. В Крепости Одиночества Супермен тщетно пытается найти достоверную информацию об Элите. После сигнала тревоги он снова отправляется в Биалию, но попадает под воздействие силы Колдкаста. Из последних сил Супермен наблюдает, как Элита расправляется со всеми, и теряет сознание.
Супермен приходит в себя на базе Элиты — живом инопланетном корабле, называемом Бонни. Выслушав Манчестера Блэка, он понимает, что их пути расходятся, и телепортируется на Землю.
Будучи в Смолвиле Кларк Кент получает сообщение Лоис Лейн срочно прибыть в Метрополис, где Элита пытается остановить вырвавшегося на свободу Атомного Черепа. Супермен прибывает на место боя и руководит действиями членов Элиты. По его совету Колдкаст поглощает энергию Атомного Черепа и обессиливает его. Под одобрение толпы Манчестер Блэк убивает Атомного Черепа раньше, чем Супермен мог помешать ему.
Теперь уже самолёты Биалии собираются бомбить Поколистан. Супермен предотвращает трагедию, но прибывший Блэк заявляет, что Элита убила лидеров обоих государств, и, транслируемый на весь мир Супермен ударяет Манчестера. Элита воспринимает это как объявление войны «любимым героям» Земли и приговаривают Супермена.
Супермен готов сражаться, но просит Элиту сделать это вдали от людей. Бонни телепортирует их на Луну и транслирует бой на Землю. После ожесточённого боя Элите, казалось бы, удаётся убить Супермена. Однако, спустя несколько мгновений, изменившийся Супермен одного за другим убивает Зверинца и Шляпу. Оставшиеся члены Элиты телепортируются в Метрополис, но и там Супермен на глазах у всех расправляется с Колдкастом и лишает Манчестера его силы. Весь мир замирает в ожидании того, как Супермен убьёт последнего члена Элиты. Однако Супермен объясняет, что всё произошедшее — лишь инсценировка. Шляпа, Зверинец и Колдкаст живы и ждут отправки, по-видимому, в Фантомную Зону. Люди видят, что насилие и убийство никогда не приведёт к справедливости, и признают, что путь Супермена лучше всего для человечества.

## Роли озвучивали
- Кларк Кент/Супермен — Джордж Ньюберн[1]
- Лоис Лейн — Поли Перретт[1]
- Манчестер Блэк — Робин Аткин Даунс[1]
- Атомный Череп — Ди Брэдли Бейкер[1]
- Колдкаст — Катеро Колберт[1]
- Пэм/Зверинец — Мелисса Дисней[1]
- Шляпа — Эндрю Кисино[1]
- Абигейл/Горожанка — Памела Кош[1]

## Награды и номинации
- В 2013 году на премии «Behind the Voice Actors Awards» фильм был номинирован в категории «Лучший актёрский состав»[2]. Также Джордж Ньюберн за озвучивание Супермена победил в номинации «Лучший актёр озвучивания»[3].
- В 2013 году фильм был номинирован на премию «Золотая бобина» в категории «Лучший звуковой монтаж мультфильмов, выпущенных сразу на видео».[4]